# رونالد دیوید لینگ
رونالد دیوید لینگ (۷ اکتبر ۱۹۲۷ - ۲۳ آگوست ۱۹۸۹) روانپزشک اسکاتلندی بود که حجم زیادی از کارهایش را به اختلالات روانی به خصوص روان پریشی اختصاص داده بود. نظرات وی که برگرفته از فلسفهٔ اگزیستانسیالیستی بود با نگرش رایج در روانپزشکی در زمان خودش متفاوت بود. از نظر لینگ احساسات و نظرات بیمار تجربه زیستهٔ معتبر به حساب می‌آمدند و صرفاً علائم یک بیماری نبودند. لینگ یکی از اعضای جنبش ضد روانپزشکی بود.

## لینگ و جنبش ضد روانپزشکی
لینگ یکی از اعضای مهم جنبش ضد روانپزشکی به حساب می‌آمد. او ارزش‌های اصلی روانپزشکی را به چالش کشید، چرا که به نظر او روانپزشکی اختلالات ذهنی را صرفاً یک بیماری زیست شناختی در نظر می‌گیرد و از ابعاد اجتماعی و فرهنگی آن غافل می‌ماند. وی در کتاب خویشتن از هم گسیخته می‌نویسد "روان درمانگر مانند یک مفسر، باید آن قدر انعطاف داشته باشد که بتواند خود را با نگرشی دیگر (نگاه بیمار) نسبت به دنیا تطبیق دهد که برای او عجیب و حتی بیگانه جلوه می‌کند. روان درمانگر در این کار بر امکانات روان پریشی موجود در خویش تکیه می‌کند، بدون آنکه از عاقل بودن خود چشم پوشی کند. تنها در چنین حالتی است که او به فهم «موقعیت وجودی» بیمار نایل می‌شود. آنچه اهمیت دارد و نه کافی، این است که توانایی آگاه شدن بر این امر را داشته باشیم که بیمار، چگونه خویشتن و جهان را که شامل خود او نیز هست، تجربه می‌کند. در واقع هیچ کس اسکیزوفرنی ندارند به آن معنا که می‌گوییم فلانی زکام دارد، بلکه او یک اسکیزوفرنیک است. باید چنین فردی را بی‌آنکه تخریب کنیم، مورد شناسایی قرار دهیم."

## اختلال روانی
از نظر لینگ روان درمانگی را نباید از اعضای جسمانی یا عصبی آغاز کرد بلکه باید در شرایط اجتماعی و خانه‌های شهری ریشه چنین اختلال‌هایی را جستجو کرد. این بازبینی نسبت به کانون توجه در اختلال روانی که در نهایت موجب تغییر نگرش نسبت به درمان هم می شد در تضاد بسیار شدیدی با آموزه‌های روانپزشکی بود. آثار علمی لینگ انقلابی در این زمینه بوجود آورد، از آن پس ارزش قائل شدن برای محتوای رفتار و گفتار روان پریشانه به عنوان انتقال و ابراز ناراحتی، اضطراب و نا امیدی که در زبانی معما گونه و نمادهای شخصی پیچیده و پنهان شده‌است متداول شد. از نظر لینگ اگر درمانگر بتواند بیمار خود را بهتر بفهمد، می‌تواند نمادهای روان پریشی بیمار خود را درک کند و از این طریق می‌تواند علت و ریشه بیماری او را دریابد. از نظر لینگ تجربه بیماری‌های روانی مانند سفرهای روحانی عرفانی است که در آن شخص چیزهایی می بیند و بدین ترتیب پس از این تجارب شخصی خردمند تر و قوی تر می‌شود. در کتاب خویشتن از هم گسیخته، لینگ توضیح می دهد که همه در جهان به عنوان موجوداتی حضور داریم، که توسط دیگران با گونه‌های ذهنی از ما که در ذهنشان وجود دارد تعریف می شویم، همانطور که ما گونه‌هایی ذهنی از آن‌ها را در ذهن خود داریم و از آن طریق آن‌ها را تعریف می کنیم. بنابراین احساسات و عواطف ما عنوان موجودی در جهان که در یک سطح برای دیگران وجود دارد نشات می‌گیرند. از نظر لینگ بدون این احساس ما دچار "ناامنی هستی شناختی" می‌شویم، حالتی که افراد روان پریش آن را با گفتن عبارت "من مرده ام" در حالی که زنده هستند ابراز می‌کنند.

## زندگی شخصی
پدر لینگ در سال‌های جوانی با برادر خود درگیری داشته و به مدت سه ماه فروپاشیدگی روانی را تجربه کرده‌است. رفتار مادر وی نیز از نظر روانشناختی توسط اطرافیان، "عجیب" توصیف شده بود. لینگ خود در دوره‌هایی از اعتیاد به الکل و افسردگی رنج می‌برد. وی در سن ۶۱ سالگی در حالی که مشغول به بازی تنیس بود به خاطر حمله قلبی از دنیا رفت. لینگ از ازدواج با چهار زن، شش پسر و چهار دختر داشت.

## آثار ترجمه شده از وی به فارسی
خویشتن از هم گسیخته،۱۳۷۴، ترجمه خسرو باقری نوع پرست، انتشارات رشد. کتاب حلقه‌ی مفرغ، ترجمه‌ی فارسی اثر Knots نوشته‌ی آر. دی. لینگ است که توسط یوسف نجفی‌جابلو به فارسی برگردانده شده و از سوی نشر طاق منتشر شده است. این ترجمه کوشیده است تا فرم نمایشی، زبان استعاری و ساختار تودرتوی اثر اصلی را حفظ کند.